# MARC (鉄道)
MARC(Maryland Area Regional Commuter)は、アメリカ合衆国のワシントンD.C.とメリーランド州各地を結ぶ通勤列車の鉄道路線である。
メリーランド交通局が運営している。

## 路線
ワシントンD.C.のユニオン駅を起点として3つの路線を運行する。
- ブランズウィック線（英語版） - ワシントンD.C.からウェストバージニア州のマーティンズバーグまでの119kmを結ぶ。非電化。
- カムデン線（英語版） - ワシントンD.C.からボルチモアのカムデン駅までの63kmを結ぶ。非電化。
- ペン線（英語版） - ワシントンD.C.からボルチモアのペン駅を経由し、ペリービルまでの124kmを結ぶ。アムトラックの北東回廊の線路を使用し、全線が電化されている。